# 그레이티스트 (영화)
《그레이티스트》(영어: The Greatest)은 2009년에 공개된 미국의 드라마 영화이다. 샤나 페스트가 각본, 연출을 맡고, 피어스 브로스넌, 수전 서랜던, 케리 멀리건 등이 출연하였다.

## 줄거리
18살 베넷과 로즈가 함께 첫 경험을 가진 뒤 베넷이 갑작스런 불의의 사고로 사망한다. 충격에 빠져 있던 베넷의 부모 앨런과 그레이스의 집에 그 단 한 번의 관계로 임신을 한 로즈가 찾아온다.

## 출연진
- 피어스 브로스넌 - 앨런 브루어 역
- 수전 서랜던 - 그레이스 브루어 역
- 케리 멀리건 - 로즈 역
- 조니 시먼스 - 라이언 브루어 역
- 에런 존슨 - 베넷 브루어 역
- 조이 크래비츠 - 애슐리 역
- 제니퍼 일리 - 조앤 역
- 에이미 모턴 - 리디아 역
- 마이클 섀넌 - 조던 워커 역
- 존 보이드 - 와이엇 역
- 해나 호드슨 - 에이미 역

## 우리말 녹음
KBS 성우진 (2011년 3월 19일)
- 이선영 - 그레이스(수전 서랜던)
- 김도현 - 앨런(피어스 브로스넌)
- 서지연 - 로즈(케리 멀리건)
- 임채헌 - 베넷(에런 존슨)
- 남도형 - 라이언(조니 시먼스)
- 이경자 - 셰릴(메리앤 어바노)
- 성선녀 - 토니(포티아)
- 정옥주 - 앨런 동료 교수(제니퍼 일리)
- 류다무현 - 조던(마이클 섀넌)
- 유호한 - 간부(램지 파라갈라)
- 전숙경 - 애슐리(조이 크래비츠)
- 안소이 - 셰이(린지 비미시)
- 백승철 - 와이엇(존 보이드)
- 양유진 - 에이미(해나 호드슨)